# Еталон букового насадження (Надвірнянський район)
Еталон букового насадження — ботанічна пам'ятка природи місцевого значення. Об'єкт розташований на території Надвінянського району Івано-Франківської області, Довжинецьке лісництво, квартал 64, виділ 17.
Площа — 26,0000 га, статус отриманий у 1993 році.